# Campeonato Asiático de Corta-Mato de 1991
A 1ª edição do Campeonato Asiático de Corta-Mato ocorreu em 1991 na cidade de Fukuoka no Japão.

## Medalhistas
Esses foram os resultados do campeonato. 
| Evento                      | Ouro                           | Prata                          | Bronze                         |
| --------------------------- | ------------------------------ | ------------------------------ | ------------------------------ |
| Senior Masculino Individual | Shozo Shimoju · Japão          | Zhang Fukui · China            | Han Zongmin · China            |
| Senior Masculino por equipe | Japão                          | China                          | Catar                          |
| Junior Masculino individual | Yasuyuki Watanabe · Japão      | Katsuhiro Kawauchi · Japão     | Takaomi Kawanami · Japão       |
| Junior Masculino por equipe | Japão                          | Coreia do Sul                  | Catar                          |
| Senior Feminino individual  | Mun Gyong-Ae · Coreia do Norte | Kim Ryon-Sun · Coreia do Norte | Kim Chun-Mae · Coreia do Norte |
| Senior feminino por equipe  | Coreia do Norte                | Japão                          | Índia                          |
| Junior Feminino individual  | Qu Yunxia · China              | Li · China                     | Azumi Miyazaki · Japão         |
| Junior Feminino por equipe  | China                          | Japão                          | Coreia do Norte                |

## Quadro de medalhas
| Ordem | País            | Ouro | Prata | Bronze |    |
| 1     | Japão           | 4    | 3     | 2      | 9  |
| 2     | China           | 2    | 3     | 1      | 6  |
| 3     | Coreia do Norte | 2    | 1     | 2      | 5  |
| 4     | Coreia do Sul   | 0    | 1     | 0      | 1  |
| 5     | Catar           | 0    | 0     | 2      | 2  |
| 6     | Índia           | 0    | 0     | 1      | 1  |
| Total | Total           | 8    | 8     | 8      | 24 |